# Fanyang, Anhui
Fanyang (kinesiska: 繁阳) är en köping i östra Kina. Den ligger i Fanchang härad i staden Wuhu i provinsen Anhui, omkring 120 kilometer sydost om provinshuvudstaden Hefei. Antalet invånare är 101 275. Befolkningen består av 50 379 kvinnor och 50 896 män. Barn under 15 år utgör 13,0 %, vuxna 15-64 år 76 %, och äldre över 65 år 9,0 %.